# Ski alpin aux Jeux olympiques de 1984
Navigation
Lake Placid 1980 Calgary 1988
Les épreuves de ski alpin des Jeux olympiques d'hiver de 1984 à Sarajevo se sont disputées du 13 au 19 février 1984.
Les skieurs américains remportent 3 titres olympiques (avec 2 doublés) et dominent outrageusement les premiers Jeux olympiques d'hiver organisés dans un pays de l'Est.
Ingemar Stenmark, Hanni Wenzel et Marc Girardelli ne participent pas aux Jeux olympiques : le Suédois et la Liechtensteinoise ont un statut de professionnel alors que Marc Girardelli ne possède pas de passeport luxembourgeois.
Les conditions climatiques perturbent le déroulement des épreuves et entraînent le report des descentes.
L'Américaine Debbie Armstrong remporte à la surprise générale le géant, devant sa compatriote Christin Cooper et la Française Perrine Pelen. Il s'agira de l'unique succès de la carrière de Debbie Armstrong.
Tamara McKinney complète la razzia américaine avec une quatrième place alors qu'Erika Hess manque sa course et termine septième.
Le Suisse Max Julen gagne le géant.
Jure Franko se classe second et devient le premier Yougoslave médaillé olympique de l'histoire des Jeux olympiques d'hiver.
Andreas Wenzel obtient la médaille de bronze et Pirmin Zurbriggen abandonne.
Les descentes Hommes et Femmes sont disputées le même jour et sacrent Michela Figini et Bill Johnson.
La Suisse réalise le doublé avec Michela Figini (17 ans et 10 mois) et Maria Walliser (20 ans et demi) : la Tessinoise devance la Saint-galloise de 5 centièmes.
Bill Johnson devient le premier américain champion olympique de descente et met ainsi un terme à l'invincibilité autrichienne dans cette discipline depuis les championnats du monde de 1974.
La Suisse remporte une nouvelle médaille avec Peter Müller (argent), mais Pirmin Zurbriggen échoue à la quatrième place.
Anton Steiner gagne l'unique médaille autrichienne de ces Jeux olympiques.
Le ski autrichien est en crise : la moisson avait déjà été faible lors des championnats du monde de 1982 à domicile (3 médailles) et les skieurs de l'ÖSV ne jouent plus les premiers rôles en coupe du monde depuis quelques années.
Le slalom Femmes, disputé dans un épais brouillard, se termine par une nouvelle surprise avec la victoire de Paoletta Magoni devant Perrine Pelen et Ursula Konzett.
Après une première manche serrée, Paoletta Magoni survole la deuxième manche et devient ainsi la première Italienne championne olympique de ski.
Perrine Pelen est la seule skieuse à remporter 2 médailles à Sarajevo. Erika Hess, triple championne du monde deux ans plus tôt à Schladming, craque et ne ramène aucune médaille.
Christelle Guignard avait gagné la première manche, puis a chuté dans la deuxième manche.
Phil et Steve Mahre signent un retentissant doublé en slalom et Didier Bouvet complète le podium.
Les frères Mahre, qui avaient pris du recul cette saison en coupe du monde, tirent leur révérence de la plus belle des manières.
Avec cette surprenante médaille de bronze, Didier Bouvet met fin à 16 années de traversée du désert pour le ski français : il est le premier skieur français à gagner une médaille aux Jeux olympiques depuis 1968 et Jean-Claude Killy.

## Palmarès

### Hommes
| Épreuve  | Or           | Argent       | Bronze         |
| -------- | ------------ | ------------ | -------------- |
| Descente | Bill Johnson | Peter Müller | Anton Steiner  |
| Géant    | Max Julen    | Jure Franko  | Andreas Wenzel |
| Slalom   | Phil Mahre   | Steve Mahre  | Didier Bouvet  |

### Femmes
| Épreuve  | Or               | Argent          | Bronze          |
| -------- | ---------------- | --------------- | --------------- |
| Descente | Michela Figini   | Maria Walliser  | Olga Charvatova |
| Géant    | Debbie Armstrong | Christin Cooper | Perrine Pelen   |
| Slalom   | Paoletta Magoni  | Perrine Pelen   | Ursula Konzett  |

## Tableau des médailles
| Rang | Nations                  | Or | Argent | Bronze | Total |
| 1    | États-Unis               | 3  | 2      | 0      | 5     |
| 2    | Suisse                   | 2  | 2      | 0      | 4     |
| 3    | Italie                   | 1  | 0      | 0      | 1     |
| 4    | France                   | 0  | 1      | 2      | 3     |
| 5    | Yougoslavie              | 0  | 1      | 0      | 1     |
| 6    | Liechtenstein            | 0  | 0      | 2      | 2     |
| 7    | Autriche Tchécoslovaquie | 0  | 0      | 1      | 1     |